# Tokat
Tokat es una ciudad de Turquía situada en la región central del Mar Negro en Anatolia. Es la capital de la provincia homónima.
La ciudad fue conquistada por el Imperio selyúcida a finales del siglo XII e incorporada al Imperio otomano en 1392.
Entre los lugares de interés de Tokat se encuentra la ciudadela en ruinas y el castillo Tokat o la fortaleza Dazimon.

## Historia
La ciudad se estableció en la era hitita. Durante la época del rey Mitrídates VI de Ponto, fue una de sus muchas fortalezas en Anatolia.
Conocido como Evdokia (Evdoksia), eclesiásticamente se incorporó más tarde a la parte occidental del Imperio de Trebisonda. Después de la Batalla de Manzikert (1071), la ciudad, como la mayor parte de Asia Menor, quedó bajo el control de los turcos selyúcidas. Tras la muerte del sultán Suleiman ibn Kutalmish en 1086, el emir Ghazi ibn Danishmend tomó el control del área, operando desde su base de poder en la ciudad de Sivas. Pasarían muchas décadas antes de que los selyúcidas volvieran a tomar el control de esa región, en el reinado de Kilij Arslan II.
Después de la Batalla de Köse Dağ (1243), el control de Seljuk sobre la región se perdió y los Emires locales, como los Eretna, tomaron el poder hasta el surgimiento de los otomanos.

## Geografía
Tokat es una ciudad perteneciente a la región occidental del Ponto.

## Religión
Incluso bajo el dominio musulmán selyúcida, Tokat siguió siendo un centro de la cultura griega póntica y la iglesia ortodoxa griega. En 1859 se estableció como una diócesis residencial de la Eparquía Católica Armenia de Tokat en territorio que anteriormente no contaba con un Ordinario apropiado de su iglesia católica oriental sui iurus (Rito armenio en idioma armenio). En 1892, la diócesis fue suprimida y su territorio reasignado a la Eparquía Católica Armenia de Sebaste.

## Cultura

### Castillo de Tokat
Según la leyenda de Vlad Tepes (Drácula), en el siglo XV, él y su hermano fueron rehenes políticos de las autoridades otomanas durante varios años para asegurar la colaboración de su padre, Vlad II Dracul. Un grupo de arqueólogos turcos cree haber descubierto el lugar que sirvió de prisión: el castillo de Tokat, que se alza en un promontorio junto a la ciudad. Fue supuestamente durante sus años como preso cuando Tepes desarrolló su legendario carácter violento y el odio hacia el Imperio otomano.
En 2014 se había planeado restaurar el castillo para que sirviese de atracción turística.